# Звіад Ґамсахурдіа
Звіа́д Костянти́нович Гамсаху́рдіа або Ґамсаху́рдія (груз. ზვიად კონსტანტინეს ძე გამსახურდია, Звіа́д Константінес дзе Гамсаху́рдіа; 31 березня 1939, Тбілісі, Грузинська РСР, СРСР — 31 грудня 1993, Дзвелі Хібула, Хобський район, Грузія) — грузинський громадський, політичний і державний діяч; письменник, науковець, літературознавець, дисидент, націоналіст, доктор філологічних наук; голова Верховної Ради Грузинської РСР (1990–1991) і перший Президент Грузії (1991–1992).
Філолог за освітою, займався літературознавчою та перекладацькою діяльністю, а також був одним з лідерів грузинського національного руху, в радянський період активно брав участь в дисидентському русі. У 1990 році очолив Верховну Раду Грузинської РСР, в наступному році був обраний президентом Грузії. З ім'ям Гамсахурдії в цей період пов'язано проголошення державної незалежності Грузії. Повалений внаслідок державного перевороту у Грузії в січні 1992 року, Гамсахурдіа був змушений покинути Грузію, перебував у вигнанні, а потім восени 1993 року очолив Уряд у вигнанні в Західній Грузії, де вибухнула громадянська війна між центральною владою і його прихильниками, в якій звіадисти зазнали поразки. Ховаючись від урядових військ, Гамсахурдія загинув наприкінці 1993 року в селі Дзвелі Хібула при нез'ясованих до кінця обставинах, розслідування його загибелі триває досі.

## Біографія

### Молодість і освіта
Звіад Гамсахурдія народився в столиці Грузії Тбілісі в 1939 році в знатній грузинській родині; його батько, академік Костянтин Гамсахурдіа (1893—1975), був одним із найвідоміших грузинських письменників 20 століття. Можливо, під впливом батька, Звіад почав вивчати філологію та розпочав професійну кар'єру перекладача та літературознавця. Все своє життя він був ревним прихильником Грузинської православної церкви. Незважаючи на (або, можливо, через) асоціацію країни з Йосипом Сталіним, радянська влада в Грузії була особливо суворою протягом 1950-х років і намагалася обмежити грузинське культурне вираження. У 1955 році Звіад Гамсахурдія створив молодіжну підпільну групу «Ґорґасліані» (посилання на стародавній рід грузинських царів), яка поширювала повідомлення про порушення прав людини. У 1956 році його заарештували під час демонстрацій у Тбілісі проти радянської політики десталінізації і знову заарештований у 1958 році за поширення антикомуністичної літератури та прокламацій. Він провів шість місяців у психіатричній лікарні в Тбілісі, де йому поставили діагноз «психопатія з декомпенсацією», таким чином, можливо, став ранньою жертвою радянської практики використання психіатрії в політичних цілях.
Звіад Гамсахурдія також зробив видатну академічну кар'єру. Був старшим науковим співробітником Інституту грузинської літератури Академії наук Грузії (1973–1977, 1985–1990), доцентом Тбіліського державного університету (1973–1975, 1985–1990) та членом Спілки Письменники Грузії (1966–1977, 1985–1991), кандидат філологічних наук (1973) і доктор наук (повний доктор, 1991). Він написав низку важливих літературних праць, монографій та перекладів британської, французької та американської літератури, зокрема перекладів творів Т. С. Еліота, Вільяма Шекспіра, Шарля Бодлера та Оскара Уайльда. Був також видатним русвелологом (Шота Руставелі — великий грузинський поет 12 ст.) і дослідником історії іберійсько-кавказької культури.

### Правозахисна діяльність
У 1972 році під час кампанії проти корупції Гамсахурдіа здобув певну популярність. У 1973 році він став співзасновником Грузинської групи захисту прав людини, у 1974 році став першим грузинським членом Amnesty International; а в 1976 році став співзасновником та головою Грузинської Гельсінської групи. Він також був активним у підпільній мережі самвидавських видавництв, брав участь у публікаціях підпільних політичних газет: серед них Окрос Сацмісі («Золоте руно»), Сакартвелос Моамбе («Грузинський вісник»), Сакартвело («Грузія»).), Матіане («Літопис») і Вестник Грузии. Співробітник московського підпільного періодичного видання «Хроніка поточних подій» (квітень 1968 — грудень 1982). Гамсахурдіа також був першим грузинським членом Міжнародного товариства з прав людини (ISHR-IGFM).
Хоча його часто переслідували та заарештовували за дисидентство, але через певний престиж і зв'язки його сім'ї, Гамсахурдіа уникав серйозного покарання Але у 1977 році, діяльність Гельсінкських груп у Радянському Союзі стала серйозною проблемою для радянського уряду Леоніда Брежнєва. по всьому СРСР розпочалось переслідування правозахисників, а члени Гельсінкських груп у Москві, Литві, Україні, Вірменії та Грузії були заарештовані. У Грузії уряд Едуарда Шеварднадзе (який тоді був першим секретарем Комуністичної партії Грузії) заарештував Гамсахурдіа та його однодумця-дисидента Мераба Коставу 7 квітня 1977 року.

#### Суд, 15–19 травня, 1978
Щодо поведінки Гамсахурдіа під час його ув'язнення та самого суду, можна почитати в «Хроніці поточних подій». Гамсахурдія та Коставу засудили до трьох років таборів плюс три роки заслання за «антирадянську діяльність». Гамсахурдія не подав апеляцію, але його покарання замінили дворічним засланням у сусідній Дагестан. Їхнє ув'язнення привернуло міжнародну увагу і у 1978 році Гамсахурдіа був висунутий на Нобелівську премію миру. Апеляцію Костави було відхилено, і його відправили в колонію на три роки з подальшим трирічним засланням або засланням до Сибіру, вирок закінчився лише в 1987 році. Наприкінці червня 1979 року Гамсахурдія був звільнений з в'язниці. На той час, з урахуванням тримання під вартою, він відсидів два роки покарання. У відкритому листі до Шеварднадзе від 19 квітня 1992 року Гамсахурдія стверджував, що «моє так зване „зізнання“ було необхідне… [оскільки] якби не було „зізнання“ і моє звільнення з в'язниці в 1979 році не відбулося, тоді не було б піднесення національного руху»

## Рух за незалежність Грузії
Коли радянський лідер Михайло Горбачов розпочав свою політику гласності, Гамсахурдія відіграв ключову роль в організації масових мітингів за незалежність, що проходили в Грузії між 1987 і 1990 роками, у яких до нього приєднався Мераб Костава після свого звільнення у 1987 році. У 1988 році Гамсахурдія став одним із засновників Товариства святого Іллі Праведного, поєднання релігійного товариства та політичної партії, яке стало основою його власного політичного руху.[13] Наступного року жорстоке придушення радянськими військами великої мирної демонстрації, що відбулася в Тбілісі 4–9 квітня 1989 року, виявилося ключовою подією в припиненні радянської влади в Грузії. Уряд СРСР відповів значними змінами в керівництві Грузії, змінивши керівників Патіашвілі Джумбер та Чхеїдзе Зураба. Нове керівництво обрало ліберальніший підхід до опозиції. Лідери опозиції, заарештовані під час трагедії 9 квітня, включно з Звіадом Гамсахурдіа, були звільнені з в'язниці та отримали більшу роль у прийнятті рішень. На знак визнання його величезної популярності Гамсахурдіа був залучений до переговорів з новим лідером Радянської Грузії Гумбарідзе Гіві щодо прийняття законодавства у Верховній Раді Грузії. Він прийняв низку заходів, яких вимагала опозиція, відкриваючи шлях до незалежності. Організація «Круглий Стіл — Вільна Грузія» Гамсахурдіа незабаром отримала підтримку майже в усіх установах Грузії, і Гамсахурдія відіграв помітну роль у рішеннях щодо розриву зв'язків з Кремлем. У лютому 1990 року Грузинське спортивне товариство оголосило про припинення радянських чемпіонатів і проведення власних з метою відправки своєї команди на міжнародні змагання. Церемонії відкриття незалежних Грузинських ігор розпочалися зі вступного слова Гамсахурдіа. Грузинська профспілкова організація розпалася, тоді як Грузинський комсомол проголосив незалежність від Комуністичної партії та ВЛКСМ і саморозпустився, замінений новими молодіжними групами.[15]

### Глава Грузії

#### Шлях до влади
Прогрес демократичних реформ був прискорений і призвів до перших демократичних багатопартійних виборів у Грузинській РСР, які відбулися 28 жовтня 1990 року. Партія SSIR Гамсахурдіа та Грузинський Гельсінський союз об'єдналися з іншими опозиційними групами, щоб очолити реформаторську коаліцію під назвою «Круглий Стіл - Вільна Грузія» (« Мргвалі Магіда — Тавісупалі Сакартвело»). Коаліція здобула переконливу перемогу, набравши 64 % голосів, у порівнянні з 29,6 % Комуністичної партії Грузії. 14 листопада 1990 року Звіад Гамсахурдіа був обраний переважною більшістю голосів головою Верховна Рада Республіки Грузія що зробило його де-факто главою Грузії, хоча країна ще не була суверенною країною.
31 березня 1991 року в Грузії відбувся Референдум щодо відновлення дорадянської незалежності Грузії, за який висловилися 98,9 % тих, хто проголосував. Грузинський парламент прийняв декларацію про незалежність 9 квітня 1991 року, фактично відновивши суверенну Грузинську Демократичну Республіку 1918—1921 років. Низка іноземних держав підтвердило визнання суверенітету, однак цього рішення не визнали в радянському Кремлі, тому загальне визнання відбулося лише наступного року. Гамсахурдіа був обраний президентом на виборах 26 травня 1990, набравши 86,5 % голосів при явці понад 83 %

#### Програма
За словами історика та фахівця по Євразії Стівена Ф. Джонса, Гамсахурдія пропагував концепцію загальнокавказької єдності, «Кавказького дому». Гамсахурдія віддавав перевагу регіональному співробітництву між народами Кавказу та розглядав такі концепції, як спільна економічна зона, «Кавказький форум» (регіональна Організація Об'єднаних Націй) і альянс проти іноземного втручання. «Кавказький дім» базувався на ідеї спільних кавказьких мов та спільної племінної та культурної ідентичності автохтонних кавказьких націй, таких як чеченці, черкеси, абхази та грузини. Тісна співпраця між Гамсахурдіа та президентом Чечні Джохаром Дудаєвим вважалася ключовою для успіху. Однак Гамсахурдія незабаром після вступу на посаду Президента був повалений, тому «реалізація ідеї кавказькості і Кавказького дому не вийшла за межі декларацій…».
У своїй передвиборчій програмі Гамсахурдія виступав за поступову приватизацію та перехід від соціалістичної командної економіки до капіталістичної ринкової економіки. Він підтримував соціально-орієнтовану ринкову економіка, модель, яка синтезувала б «вільну працю та гарантії соціальних прав, повагу до приватної власності та суспільної користі, вільне підприємництво та чесну конкуренцію». Це включало підтримку: індексації заробітної плати, захисту споживачів, соціального захисту вразливих груп населення, допомоги по безробіттю тощо. Гамсахурдіа підтримував контроль над цінами на певний перелік базових товарів і продуктів першої необхідності.

## Керівник Грузії

### Внутрішня політика
Після вступу Гамсахурдіа на посаду спікера в листопаді 1990 року Верховна Рада Республіки Грузія під його керівництвом перейменувала Грузинську Радянську Соціалістичну Республіку на «Республіку Грузія» та відновила державний гімн, прапор і печатку Грузинської Демократичної Республіки 1918—1921 років. Верховна рада призначила Тенгіза Сігуа, члена опозиційного Товариства Руставелі, головою Ради міністрів Грузії (пізніше перейменовано на посаду прем'єр-міністра).
Хоч органи державної влади продовжували діяти відповідно до Конституції Радянської Грузії 1976 року, після здобуття незалежності було прийнято кілька змін для створення президентської республіки. Гамсахурдіа вжив заходів для створення нової незалежної від радянського контролю військової структури. У грудні 1990 року Верховна Рада Грузії прийняла закон, що зупинив призов на військову службу в радянську армію в Грузії. У результаті лише 10 відсотків вступили на призов, що було найнижчим відсотком серед усіх радянських республік. Натомість у січні 1991 року Верховна Рада Грузії схвалила закон про створення Національної гвардії Грузії. Перший військовий парад відбувся на День Незалежності в 1991 році, коли 10 000 бійців Національної гвардії склали присягу перед президентом Звіадом Гамсахурдіа на стадіоні ім. Бориса Пайчадзе. Президент СРСР Михайло Горбачов через голову Верховної Ради СРСР Анатолія Лук'янова доручив Гамсахурдіа заборонити створення Національної Гвардії. Офіційна газета Радянської армії «Красная Звезда» опублікувала статтю, що висміювала Національну Гвардію Грузії під назвою «Панове префекти і панове гвардейці»
У серпні 1991 року Грузія створила Національний банк, і законодавча влада зобов'язала Грузію випустити власну валюту. У вересні 1991 року після тривалих дискусій про те, як запобігти «партійно-господарській мафії» (термін, використаний Гамсахурдіа для позначення лідерів Комуністичної партії Грузії та адміністраторів різних рівнів, які контролювали тіньову економіку радянської Грузії) стати головними бенефіціарами, у вересні 1991 року було прийнято закон про приватизацію.. 3 травня 1991 року Гамсахурдія видав указ про встановлення фіксованих цін на деякі основні товари та скасування національного 5-відсоткового податку з продажу деяких продуктів харчування та послуг.
У радянський період Гамсахурдія, як дисидент, критикував поступки, свідомо зроблені радянською владою етнічним меншинам у Грузії для закладення подальших міжетнічних конфліктів. Після вступу на посаду в листопаді 1990 року Гамсахурдія зіткнувся з наявністю етнічних меншин, які становили до 30 % населення. Грузини боялися, що меншини, зокрема вірмени, азербайджанці та осетини, відокремляться, щоб приєднатися до своїх мононаціональних груп за межами Грузії, що вже сталося під час Першої республіки Грузії в 1918—1921 рр. Антигрузинські заворушення в Абхазії та Південній Осетії, які розпалювали місцеві та російські консервативні військові еліти, посилили занепокоєння Грузії щодо можливої роздробленості. У свою чергу, меншини були налякані заявами та політикою Гамсахурдіа, як-от відмова від радянських договорів про захист прав меншин і почали формувати культурні та політичні організації.
Для Гамсахурдіа основою державності Грузії була грузинська нація, тоді як етнічні меншини, такі як росіяни, осетини, абхази, аджарці, вірмени, азербайджанці, греки, месхетинці могли загрожувати територіальній цілісності та національній ідентичності. Позиція Гамсахурдіа особливо загрожувала привілеям абхазької та осетинської пострадянських еліт. Проте, за словами історика Стівена Ф. Джонса, Гамсахурдіа, хоча й пригнічував меншини, був прагматичним[52]. Наприклад, він вжив заходів для послаблення напруженості з абхазами та надав їм надмірне представництво в місцевому абхазькому парламенті з 43 % місць для 18 % населення, але ця пропозиція не заспокоїла конфлікт.
27 грудня 1991 року американська неурядова організація Helsinki Watch (попередник Human Rights Watch) опублікувала звіт про порушення прав людини урядом Гамсахурдіа. Доповідь містила інформацію про порушення свободи зібрань, свободи слова, свободи преси в Грузії, про політичне ув'язнення, порушення прав людини грузинським урядом і воєнізованими формуваннями в Південній Осетії та інші порушення прав людини. У звіті, опублікованому в квітні 1992 року, Human Rights Watch зазначила, що Гамсахурдія мав «квазідиктаторські повноваження». (див Критика Human Rights Watch).
Перші кроки до скасування смертної кари в Грузії були зроблені під час уряду Гамсахурдіа 20 березня 1991 року, коли Верховна Рада Грузії скасувала це можливе покарання за чотири економічні правопорушення, які не передбачали застосування насильства. Таким чином, Грузія стала першою пострадянською республікою, яка зробила кроки для скасування смертної кари.

### Зовнішня політика
Під час свого правління Гамсахурдія стверджував, що Грузія не буде підписувати жодний Новий союзний договір (СРСР) чи міжреспубліканський економічний договір. Гамсахурдія закликав бойкотувати Всесоюзний референдум про збереження СРСР (1991), і його підтримала Верховна Рада Грузії. 15 червня 1991 року в інтерв'ю Saarländischer Rundfunk Гамсахурдія сказав, що Грузія прагне стати членом Європейської економічної спільноти (попередник Європейського Союзу) та ООН, а з СРСР вона може розвивати відносини виключно як з іноземною державою.
6 і 7 квітня 1991 року представники Вірменії, Грузії, Естонії, Латвії, Литви та Молдови зустрілися в Кишиневі (Молдова) і пообіцяли співпрацювати в їхніх зусиллях щодо здобуття ними незалежності.
Гамсахурдіа налагодив тісні стосунки з Чеченською Республікою Ічкерія, що вийшла із складу Росії. Гамсахурдія привітав проголошення незалежності Чечні та взяв участь у інавгурації Джохара Дудаєва на посаду президента Чечні в Грозному. Хоча Чечня не отримала підтримки від міжнародної спільноти, вона отримала підтримку та увагу з боку Грузії, яка стала її єдиними воротами у зовнішній світ, які не контролювали Росія. На знак моральної підтримки 11 листопада 1991 року Гамсахурдія звернувся до ООН і президента Росії Бориса Єльцина з листом, в якому засудив оголошення ним надзвичайного стану в Чечні на фоні проголошення нею суверенітету як «демонстрацію сили проти чеченського народу».
У відповідь на промову в Парламенті України «котлета по-київськи» Джорджа Буша-старшого, який підтримав радянського президента Михайла Горбачова та Новий союзний договір СРСР, уряд Грузії опублікував заяву, в якій заявив, що «спадкоємець Вашингтона, Джефферсона, Лінкольна та інших прибуває… і веде пропаганду підтримки Нового союзного договору. Так чому він не закликав Кувейт підписати Союзний договір з Іраком?».

### Громадянські конфлікти
див Громадянська війна в Грузії

### Південна Осетія
У 1989 році в Південно-Осетинській автономній області спалахнули заворушення між лояльними до Радянського Союзу осетинами та грузинським незалежним населенням регіону. Регіональна рада Південної Осетії оголосила, що регіон відокремиться від Грузії з утворенням «Радянської Демократичної Республіки». У відповідь Верховна Рада Грузії скасувала повністю автономію Південної Осетії у березні 1990 року.

### Зростання опозиції
Під час радянської спроби державного перевороту 1991 року російське інформаційне агентство «Інтерфакс» поширило неперевірену інформацію, що Гамсахурдіа домовився з радянськими військовими про роззброєння Національної Гвардії Грузії, і що 23 серпня він видав укази про скасування посади командувача Національної Гвардії Грузії та перепідпорядкування членів гвардії у внутрішні війська, підпорядковані Міністерству внутрішніх справ Грузії. Насправді на той час Національна гвардія вже була частиною Міністерства внутрішніх справ, і опоненти Гамсахурдіа, які стверджували, що він прагне її розформувати, не змогли надали жодних підтверджуючих документів. Гамсахурдія завжди стверджував, що не мав наміру розпускати Національної Гвардію. Всупереч непідтверженому наказу Гамсхурдіа, звільнений командир Національної гвардії Тенгіз Кітовані вивів більшість своїх військ з Тбілісі 24 серпня 1991. Однак на той час переворот в Москві провалився, і Гамсахурдія привітав Бориса Єльцина з перемогою над путчистами.

### Державний переворот
див також Державний переворот у Грузії (1991—1992)
Політична напруга загострилася у вересні 1991, коли в Тбілісі щодня проводилися мітинги як за, так і проти президента. Комуністична партія Грузії не здобула більшості в парламенті але політичні заворушення охопили країну, оскільки між опозицією та урядом почалися сутички. До демонстрацій із вимогами про відставку Гамсахурдії приєдналися підрозділи Національної гвардії Тенгіза Кітовані. Опозиція проігнорувала заклик Гамсахурдії до роззброєння та обвидві сторони почали використання бронетранспортерів й артилерію у Тбілісі. Бойовики Тенгіза Кітовані захопили телецентр у Тбілісі й вступили в бій з поліцією біля центральної електростанції, що призвело до чотирьох смертей і чотирьох поранених.
Гамсахурдія гнівно відреагував, звинувачуючи росіян у змові з його внутрішніми ворогами проти грузинського руху за незалежність. На мітингу на початку вересня 1991 року він заявив своїм прихильникам: «Інфернальна машина Кремля не зупинить нас на шляху до свободи… Подолавши зрадників, Грузія здобуде остаточну свободу». Гіоргій Чантурія, чия Національна демократична партія була однією з найактивніших опозиційних груп того часу, був заарештований та ув'язнений за звинуваченням у співробітництві із Москвою для повалення легального уряду. Також повідомлялося, що Другий канал був закритий після того, як його працівники взяли участь у антиурядових мітингах .
22 грудня 1991 року бойовики опозиції розпочали жорстокий державний переворот і атакували державні будівлі в Тбілісі, зокрема будівлю грузинського парламенту, де перебував Гамсахурдія. Запеклі бої тривали у Тбілісі до 6 січня 1992 року, внаслідок чого загинули сотні людей, а центр міста зазнав значних руйнувань. 6 січня 1992 Гамсахурдія та члени його уряду прорвалися через лінії бойовиків опозиції й вирушили до Азербайджану, де їм відмовили в наданні притулку. Вірменія зрештою прийняла Гамсахурдію на короткий період і відмовилася видавати його Грузії. Щоб не ускладнювати відносини з Грузією, вірменська влада дозволила Гамсахурдії перебратися до самопроголошеної республіки Чечня в Росії, де він отримав притулок від Чеченського уряду генерала Джохара Дудаєва.
Тимчасовий уряд очолила Військова рада противників Гамсахурдії — кримінальний діяч Джаба Йоселіані, військовий Тенгіз Кітовані та член КПРС Тенгіз Сігуа і одним із перших їх кроків стало усунення Гамсахурдія з посади президента. Прихильники Гамсахурдія продовжували проводити мітинги на підтримку відстороненого Президента. Військова рада кількаразово застосовувала автоматичну зброю для розгону протестувальників, що призвело до кількох смертей. Накази на стрілянину віддавав Джаба Іоселіані, лідер бойовиків «Мхедріоні».
Згодом стверджувалося, що російські війська брали участь у перевороті проти Гамсахурдії. 15 грудня 1992 року російська газета Московские новости опублікувала лист, у якому стверджувалося, що колишній заступник командувача Закавказького військового округу, генерал-полковник Суфіан Бепаєв, направив «підрозділ» для допомоги озброєній опозиції, заявивши, що якби не це втручання, «прихильники Гамсахурдії мали б гарантовану перемогу». Також стверджувалося, що радянські російські спецпідрозділи допомогли опозиції атакувати і захопити державну телевежу в Тбілісі 28 грудня 1991.
Військова рада у березні 1992 року перейменувалася на Державну раду і без будь-якого, навіть формального референдуму чи виборів, призначила на посаду голови давнього суперника Гамсахурдії комуніста Едуарда Шеварднадзе, який правив як фактичний президент до формального відновлення президентства в листопаді 1995 року.

## В еміграції
Після свого усунення Гамсахурдія продовжував вважати себе легітимним президентом Грузії. Його як і раніше визнавали таким деякі уряди та міжнародні організації, хоча з практичних політичних міркувань Військову раду прийняли як правлячу владу в Грузії. Сам Гамсахурдія відмовився прийняти своє усунення, зокрема тому, що був обраний на посаду на демократичних виборах переважною більшістю голосів (на відміну від Шеварднадзе, який був призначений недемократичним шляхом).
У листопаді–грудні 1992 року його запросили до Фінляндії (Група дружби з Грузією в парламенті Фінляндії) та Австрії (Міжнародне товариство з прав людини). В обох країнах він проводив прес-конференції та зустрічі з парламентарями й урядовцями.

## Смерть
31 грудня 1993 року Звіад Гамсахурдія загинув за обставинами, які досі залишаються невстановленими. Відомо, що він загинув у селі Дзвелі Хібула в регіоні Мінгрелія на заході Грузії. Грузинський уряд оголосив про його смерть 5 січня 1994 року. Деякі відмовлялися вірити, що Гамсахурдія загинув, але питання було остаточно вирішено, коли його тіло було знайдено 15 лютого 1994 року. За даними британської преси, тіло Гамсахурдії було знайдено з одним кульовим пораненням у голову, але насправді було виявлено два кульових поранення.
Через роки Автанділ Іоселіані, голова контррозвідки тимчасового уряду, зізнався, що за наказом тимчасового уряду на Звіада Гамсахурдію полювали два спеціальні підрозділи.
На початку грудня 1993 року двоє членів особистої охорони Гамсахурдії також зникли безслідно під час розвідувальної місії. Через 17 років були знайдені деякі залишки й попіл, що їх так і не було ідентифіковано.

#### Теорії
Було висунуто різні версії щодо смерті Гамсахурдії, яка досі викликає суперечки й залишається нерозкритою. 14 грудня 2018 року Костянтин і Цотне Гамсахурдія, два сини колишнього президента, висловили занепокоєння щодо закінчення терміну давності розслідування смерті їхнього батька в кінці того ж року, оскільки грузинське законодавство встановило 25-річний ліміт для розслідувань серйозних злочинів. Вони оголосили про початок голодування.
21 грудня 2018 року новообрана президентка Саломе Зурабішвілі офіційно підтримала запит на продовження терміну давності, що також підтримали члени парламенту від опозиції та правлячої партії. Менше ніж за тиждень парламент схвалив законопроєкт про розширення терміну давності для серйозних злочинів з 25 до 30 років після вчинення злочину, після того як Костянтина Гамсахурдію госпіталізували.
26 грудня, після створення нової слідчої групи під керівництвом Генерального прокурора Шалви Тадумадзе, яка обіцяла нове розслідування смерті Звіада Гамсахурдії, Цотне Гамсахурдія припинив голодування. Однак до сьогодні розслідування не дійшло жодного висновку, і в суспільстві досі існують численні теорії щодо смерті Гамсахурдії.
Самогубство
У січні 1994 року жінка Гамсахурдії з 1991 до 1992 , Мана́на Арчва́дзе-Гамсахурдія, розповіла інформаційному агентству Інтерфакс, що її чоловік застрелився 31 грудня, оточений силами про-шеварднадзівських бойовиків Мхедріоні. Російські ЗМІ повідомили, що його охоронці почули приглушений постріл у сусідній кімнаті й виявили, що Гамсахурдія застрелився пострілом у голову з пістолета Стєчкіна. Пресслужба Гамсахурдії в Грозному опублікувала те, що вони назвали передсмертною запискою Гамсахурдії: «У ясному розумі я вчиняю цей акт на знак протесту проти правлячого режиму в Грузії, оскільки я позбавлений можливості, як президент, нормалізувати ситуацію і відновити закон і порядок.»

#### Вбивство
25 січня 1994 року син Гамсахурдії, Костянтин Гамсахурдія, заявив у інтерв'ю Le Monde, що його батька «вбили».
Хоча спочатку вдова Гамсахурдії Мана́на Арчва́дзе-Гамсахурдія, стверджувала, що його смерть була самогубством, у березні 1995 року в інтерв'ю газеті Trud вона заявила, що Гамсахурдію було вбито за наказом Едуарда Шеварднадзе його охоронцями, які перебували з ним у сховищі. Вона звинуватила міністра фінансів Гамсахурдії, Гурама Абаснадзе, в організації вбивства, а згодом заявила, що прем'єр-міністр Гамсахурдії Бесаріон Гугушвілі наказав одному з охоронців Гамсахурдії його вбити.
Кілька охоронців Гамсахурдії стверджували, що він вчинив самогубство, але сім'я заперечує цю версію подій і наполягає, що його було вбито. У 2007 році BBC News повідомила, що деякі друзі Гамсахурдії вважали, що він скоїв самогубство, «хоча його вдова наполягає на тому, що його було вбито».
У 2001 році колишній начальник грузинської розвідки Ігор Гіоргадзе, звинуватив грузинські спецслужби у вбивстві Гамсахурдії за наказом тодішнього керівництва країни.
За словами колишнього заступника директора Биопрепарату Кена Алібека, ця лабораторія, ймовірно, брала участь у розробці невиявного хімічного чи біологічного агента для вбивства Гамсахурдії.

#### Загинув у внутрішніх сутичках
За версією поширеною урядом Шеварднадзе на початку січня 1994 року, Гамсахурдія був застрелений у сутичці зі своїми союзниками після сварки. Грузинське інформаційне агентство, посилаючись на бойовика Мхедріоні, повідомило, що Гамсахурдія загинув у Грозному після поранення у бійці з власними соратниками. Міністерство безпеки Грузії уряду Шеварднадзе заявило, що Гамсахурдія був застрелений у Грозному 30 грудня і помер 5 січня, повідовиши, що його вдова була «дезінформована» і що версія про самогубство є лише чуткою. Помічник міністра безпеки Грузії Давид Мумладзе заявив, що вони «не вірять» у самогубство Гамсахурдії. Мумладзе навіть стверджував, що Гамсахурдію могли вбити його прихильники, щоб «перетворити його на мученика», та припустив, що це також може бути пов'язане з його конфліктом із колишнім головнокомандувачем Лоті Кобалією.
Шеварднадзе, висловивши сумнів щодо самогубства Гамсахурдії, відправив групу слідчих до Грозного, які 8 січня 1994 року повідомили, що Гамсахурдія вчинив самогубство.

### Поховання
Гамсахурдія спочатку був похований у селі Дзвелі Хібула, а згодом перепохований у селі Джікашкарі (також у регіоні Самегрело). Шеварднадзе надіслав слідчих для ідентифікації його тіла. Чеченські посадовці звернулися до уряду Шеварднадзе з проханням дозволити поховати рештки Гамсахурдії на родинному кладовищі поруч з його домом у Тбілісі, або, в разі відмови, перевезти тіло для поховання в Чечні, також були заклики назвати вулицю в Грозному на честь Гамсахурдії. У лютому 1994 року тіло Гамсахурдії було виявлено спільною комісією з Грузії та Чечні, що призвело до офіційного підтвердження його смерті грузинським урядом.
Грузинські та чеченські чиновники погодилися перевезти тіло до чеченської столиці Грозного, де його й поховали. Дудаєв влаштував державний похорон і провів православні обряди для Гамсахурдії. Під час його похорону в Грозному у лютому 1994 року Дудаєв сказав: «Ми зібралися сьогодні, щоб повернути землі сміливого сина Кавказу, людину, яка вірила у свободу» .
3 березня 2007 року новопризначений президент Чечні Рамзан Кадиров оголосив, що могилу Гамсахурдії, загублену серед руїн і хаосу післявоєнного Грозного, було знайдено в центрі міста. Рештки Гамсахурдії були ідентифіковані російськими експертами в Ростові-на-Дону та прибули до Грузії 28 березня 2007 року для перепоховання. 1 квітня 2007 року його поховали поруч з іншими видатними грузинами в Пантеоні Мтацмінда. Тисячі людей з усієї Грузії прибули до середньовічного собору в Мцхеті, щоб віддати данину Гамсахурдії. «Ми реалізуємо рішення, прийняте у 2004 році, — поховати президента Гамсахурдію на його рідній землі. Це справедливе й абсолютно правильне рішення», — сказав президент Міхеіл Саакашвілі, згідно з інтернет-виданням Civil Georgia.

## Особисте життя
Окрім Гамсахурдія вільно розмовляв грузинською, французькою, німецькою, англійською та російською мовами. Він усе своє життя був побожним прихильником Грузинської православної церкви.
Другою дружиною Гамсахурдії була Манана Архвадзе-Гамсахурдія, яка стала першою Першою леді незалежної Грузії. У пари було двоє синів: Цотне та Гіоргі.
Єдиним сином Гамсахурдії від першого шлюбу є Костантин Гамсахурдія, який став політиком і лідером політичної партії Тавісуплеба («Свобода»).

### Спадщина
26 січня 2004 року на церемонії, що відбулася в церкві Святого Георгія Кашуеті в Тбілісі, новообраний президент Михайло Саакашвілі офіційно реабілітував Гамсахурдію, прагнучи «покласти край розбрату в нашому суспільстві», як висловився Саакашвілі. Він похвалив роль Гамсахурдії як «великого державного діяча та патріота» і виділив указ, що надає дозвіл на перепоховання тіла Гамсахурдії в грузинській столиці, оголосивши, що «залишення могили грузинського президента в зоні війни… є ганьбою та неповагою до самого себе й до своєї нації». Він також перейменував одну з головних вулиць у Тбілісі на честь Гамсахурдії та звільнив 32 прихильників Гамсахурдії, ув'язнених урядом Шеварднадзе в 1993—1994 роках, яких багато грузинів і деякі міжнародні правозахисні організації вважали політичними в'язнями. У 2013 році Гамсахурдію посмертно нагородили званням і орденом Національного героя Грузії президентом Михайлом Саакашвілі. Разом з Гамсахурдією звання і орден Національного героя Грузії також отримав його товариш-дисидент і друг Мераб Костава. Саакашвілі назвав Гамсахурдію «ведучим світлом національної ідеї», який боровся за свободу своєї країни «коли ніхто не міг навіть уявити це».
Паралельно, у березні 2005 року парламент Грузії ухвалив резолюцію «Про правову оцінку подій грудня–січня 1991—1992», в якій засудив повалення Гамсахурдії як «неконституційний збройний переворот». Урядові чиновники та прості громадяни щорічно вшановують пам'ять Звіада Гамсахурдії в день його народження.
У 2014 році президент Грузії Георгій Маргвелашвілі оголосив про стипендію, присвячену Звіаду Гамсахурдії, яка надається видатному студенту, що вивчає історичну літературу.
У 2019 році пленарний зал парламенту Грузії був названий на честь Звіада Гамсахурдії, при цьому голова парламенту Іраклі Кобахідзе описав Гамсахурдію як «символ нашої державності».
Музей, що вшановує життя Гамсахурдії, розташований у селі Дзвелі Хібула, де Гамсахурдія провів останні дні свого життя. 3 серпня 2018 року за наказом директора Національного агентства з охорони культурної спадщини Грузії музей отримав статус нерухомого пам'ятника культурної спадщини.

### Громадський образ
Гамсахурдіа визнаний символом грузинського націоналізму та національного визволення Грузії в 1990-х роках. Згідно з опитуванням Caucasus Research Resource Centers 2020 року, 81 % грузинів вважають Гамсахурдіа справжнім грузинським патріотом, тоді як 76 % вважають, що повалення Гамсахурдіа було поганою подією для Грузії. 50 % вважають, що незалежність була б неможливою без Гамсахурдіа. Згідно з дослідженням Кембриджського університету, Гамсахурдіа розглядається як один із головних національних героїв Грузії ХХ століття, а його заклятий ворог Едуард Шеварднадзе сприймається як лиходій

## Публікації
Гамсахурдія опублікував важливі наукові роботи (включаючи 4 монографії) з питань російської історії, історії грузинської культури, історії грузинської літератури, теології та історії американської поезії. Він переклав грузинською мовою твори Вільяма Шекспіра, Шарля Бодлера, Миколи Гоголя та інших. Також він писав вірші та байки, які були опубліковані. У 1970 році Звіад Гамсахурдія став членом Спілки письменників Грузії, але пізніше був виключений у 1977 році за свою антирадянську дисидентську діяльність. Гамсахурдія був нагороджений почесним доктором наук Грузинської національної академії наук за свою працю «Мова форм лицаря в панцирі».
- Поезія XX століття в Америці (монографія). Ганатлеба, Тбілісі, 1972 (грузинською)
- Людина в шкурі пантери англійською, монографія, Мецніреба, Тбілісі, 1984, 222 с. (Грузинською, резюме англійською).
- Світогляд Гете з антропософської точки зору, Цискари, Тбілісі, № 5, 1984 (грузинською), посилання на версію в грузинському архіві, с.149
- Тропологія (мова образів) «Людини в шкурі пантери» (монографія). Мецніреба, Тбілісі, 1991 (грузинською)
- Зібрані статті та есе. Хелovneba, Тбілісі, 1991 (грузинською)
- Гамсахурдія: продукт Радянського Союзу. Джаніса Бохле, Університет Міссурі, 1997.
- Духовна місія Грузії (1990)
- Духовні ідеали академії Гелаті (1989) на Wayback Machine (архівовано 28 квітня 2007)
- «Дилема для людства», Независимая газета, Москва, 21 травня 1992 (російською)
- «Між пустелями» (про творчість Л. Н. Толстого), Літературна газета, Москва, № 15, 1993 (російською)
- Байки та казки. Накадули, Тбілісі, 1987 (грузинською)
- Весілля Місяця (вірші). Мерані, Тбілісі, 1989 (грузинською)

## Відеоматеріали
- Звіад Гамсахурдіа проголошує незалежність Грузії, 1991 рік [Архівовано 20 вересня 2016 у Wayback Machine.]
- Виступ Звіада Гамсахурдіа [Архівовано 10 квітня 2016 у Wayback Machine.]
- Звіад Гамсахурдіа та Борис Єльцин [Архівовано 26 вересня 2016 у Wayback Machine.]